# Neurofyziologie
Neurofyziologie (z řec. neuron, šlacha, nerv a fysis, živá příroda) je odvětví fyziologie, které se zabývá studiem fyzikálních a chemických procesů v nervové soustavě živočichů a člověka. Zkoumá například buněčně fyziologické základy nervových vzruchů, přenos signálů mezi neurony nebo elektrochemické fungování mozku.
Neurofyziologie úzce souvisí s neurologií, psychologií a kognitivní vědou. Nejčastěji užívanou metodou je elektrofyziologie, která dnes umožňuje i přímé sledování procesů v nervové síti a v mozku. Ve spojení s počítačovým zpracováním a zobrazovacími metodami (imaging) vedla ke vzniku například funkční magnetické rezonance.

## Čeští neurofyziologové
- Jan Bureš
- Ctibor Dostálek
- Richard Rokyta
- Josef Syka
- František Vyskočil